# Echinogorgia umbratica
Echinogorgia umbratica är en korallart som först beskrevs av Eugen Johann Christoph Esper 1791.  Echinogorgia umbratica ingår i släktet Echinogorgia och familjen Plexauridae. Inga underarter finns listade i Catalogue of Life.